# Ківі сірий
Ківі сірий (Apteryx haastii) — вид нелітаючих птахів родини ківієвих (Apterygidae).

## Етимологія
Видова назва A. haastii вшановує німецького геолога Юліуса фон Гааста.

## Поширення

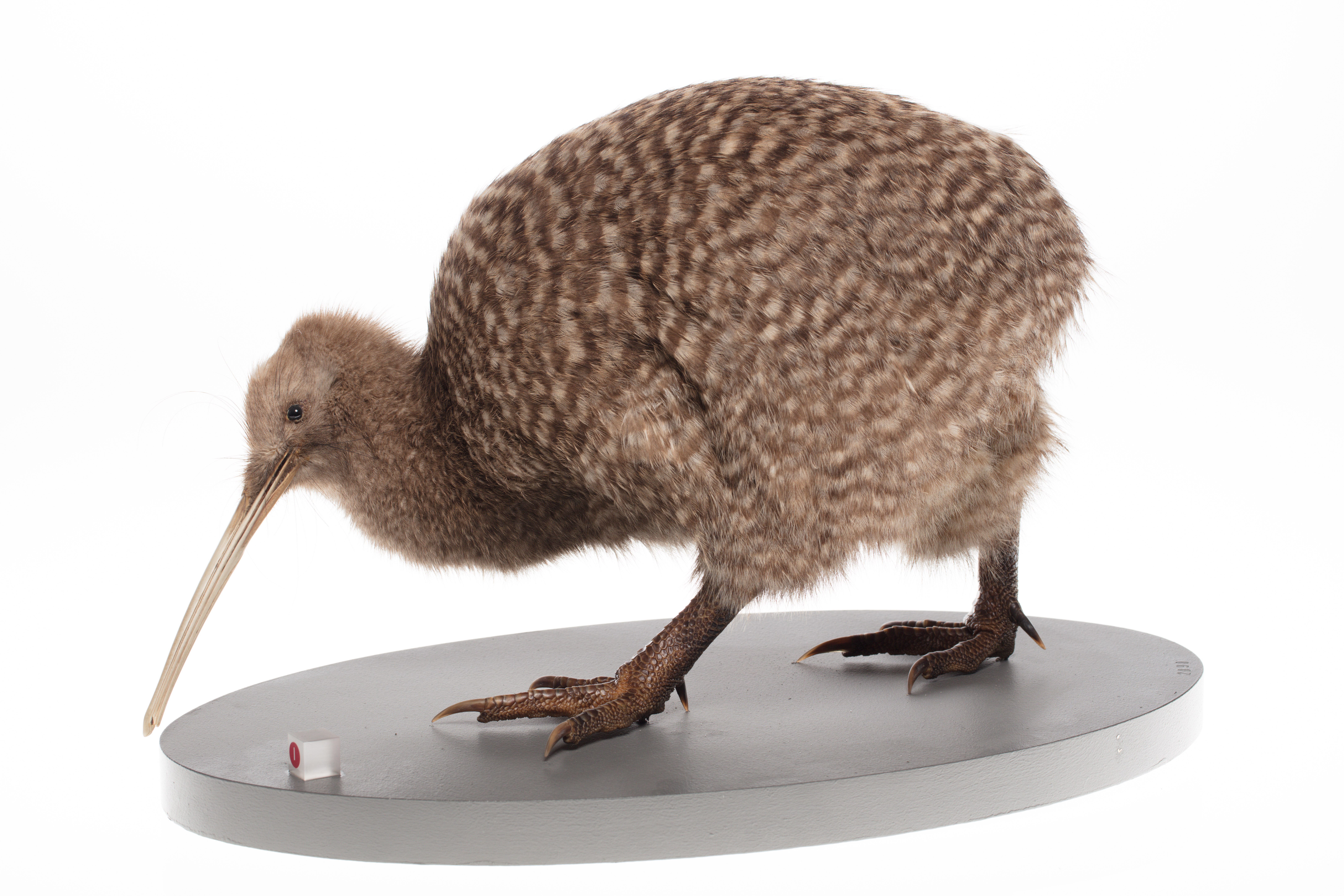
Опудало ківі сірого, музейний експонат

Ендемік Нової Зеландії. Вид поширений на півночі Південного острова. Історично ківі сірий траплявся по всьому острові, але зараз залишилося три популяції: на північний захід від міста Нельсон до річки Буллер; на північно-західному узбережжі від річки Гурунуї до перевалу Артура; навколо озера Ротоїті.

## Опис
Найбільший представник родини. Птах заввишки 45 см. Вага самців 1,2-2,6 кг, самиці — 1,5-3,3 кг. Дзьоб вузький та довгий, завдовжки 9-12 см.

## Спосіб життя
Ківі сірий мешкає у гірських лісах та субальпійських луках серед чагарників. Активний у сутінках. Вдень ховається у норі, що має декілька виходів. Самиця відкладає одне яйце у рік. Яйце насиджують обидва батьки.